# Patricio Reich
Patricio Reich Toloza es un ingeniero, empresario y consultor chileno, exgerente general corporativo de la cadena de farmacias chilena Ahumada.
Se formó como ingeniero civil industrial en la Universidad de Chile de la capital, desde donde egresó en el año 1969. Posteriormente cursaría una Maestría en Administración de Negocios (MBA) en la Universidad de Chicago, en los Estados Unidos.
Tras una estadía laboral en el Banco Mundial, volvió a su país, concretamente a Ahorromet, institución que en la década de los '70 otorgaba ahorro y préstamos. Pasó luego al negocio financiero del grupo Edwards, a la aerolínea Ladeco, donde fue vicepresidente, y a Chilena Consolidada, como gerente general.
A mediados de la década de 1980, junto con personas ligadas al grupo Edwards, se independizó, instalando una empresa de asesorías financieras. Este emprendimiento derivó en la adquisición de IRT y más tarde de Viña San Pedro, la que vendieron definitivamente en los años '90 al grupo Luksic.
En 1994 asumió la vicepresidencia de Farmacias Ahumada, firma de la cual seis años más tarde llegaría a ser gerente general corporativo.
En 2001 abandonó la empresa. En los siguientes años concretaría su retorno al negocio vitivinícola, el cual materializaría en Argentina con Renacer, viña  emplazada en la zona de Luján de Cuyo.
Contrajo matrimonio con la periodista Susana Roccatagliata, con quien tuvo cuatro hijos, Patricio, Francisco, Cristian y Lía.

## Nota
1. ↑  Los otros empresarios agrupados en la sociedad Indus eran Carlos Fell, Santiago Pollmann y Alfredo Arce.